# Junco insularis
El junco de Guadalupe (Junco insularis) es una especie de ave paseriforme de la familia Emberizidae endémica de la  isla Guadalupe, frente a las costa del Pacífico de México. Anteriormente se le consideraba una subespecie del junco pizarroso, pero en la actualidad se la considera una especie separada.

## Descripción y ecología
Su cabeza es de tono gris opaco, su pico es gris y sus partes inferiores son de un tono marrón claro. Sus alas y cola son negruzcas, si bien las plumas de la cola poseen bordes blancos. Su vientre es blanco con una franja rufa en el extremo de sus alas. Su llamada es un fuerte y agudo,  sik y una larga serie de gritos breves.
En la actualidad la especie habita principalmente en arboledas de cipreses Cupressus guadalupensis de la isla de Guadalupe, y algunos pocos ejemplares moran en los ejemplares que han perdurado de pino insigne. Hacia el 1900, no hacia distingo en cuanto al hábitat donde se reproducía. Se alimentaba por toda la isla, y se cree que lo mismo es el caso en la actualidad, con la diferencia que hoy solo sobreviven unas pocas bandadas. Un ejemplo de la capacidad de adaptación de esta especie es el hecho que en la actualidad unos pocos ejemplares se reproducen en la zona costera sobre arbustos no nativos de tabaco Nicotiana glauca, ya que parece ser lo suficientemente denso para proveerle protección frente a los gatos.
La temporada de reproducción va de febrero a junio. Pone de tres a cuatro huevos en un nido en forma de taza macizo, construido con tallos de pasto seco, el cual ubica bien en una depresión en el terreno o bien en las ramas bajas de algún árbol. Los huevos son de color verduzco blanquecino con pintas rojizas-amarronadas. Si hay alimento abundante, aparentemente la especie logra tener dos ciclos reproductivos por año.

## Declinamiento hasta la casi extinción
Antiguamente esta ave era muy abundante, pero a principios del siglo XXI se cree que solo sobrevive una población de unos 50 a 100 ejemplares adultos. Las cabras introducidas a la isla para proveer alimento a los pescadores y para alimentar una planta empacadora de carne a mediados del siglo XIX se convirtieron en salvajes y habían tomado posesión de la isla hacia finales del siglo XIX, de hecho hacia el 1870 había unas 4 cabras por  hectárea. Los gatos salvajes también se habían multiplicado, y la destrucción del hábitat a manos de las cabras y gatos hizo estragos en la fauna endémica. En 1897, Kaeding indicó que el junco de Guadalupe aun era "abundante", pero su población ya estaba en disminución  causa de la acción depredadora de los gatos. En 1901 Anthony resumió sus conclusiones de casi 10 años de visitas ocasionales indicando que "...Lentamente la población de juncos va disminuyendo y se tornan una especie escasa." Anthony indicó que ello se debía a la acción de las cabras, que destruían al hábitat, y de los gatos que atacaban a las propias aves.
Entre mayo y junio de 1906, W. W. Brown Jr., H. W. Marsden e Ignacio Oroso relevaron Guadalupe, y recolectaron numerosos especímenes de aves para el Museo Thayer – entre ellos un importante grupo de ejemplares de junco. Ellos indicaron que el junco era "bastante abundante" y que aun cuando era una especie depredada por los gatos todavía era "un ave pequeña muy mansa y poco asustadiza" – en otras palabras, ignorante de la acción que los depredadores le causaban.
El Grupo de Ecología y Conservación de Islas exterminó todas las cabras salvajes de la isla en el 2006, lo que posibilitó una espectacular regeneración de la flora nativa. Recientemente la isla ha sido declarada una reserva de la biósfera con la consiguiente protección. En la medida en que el hábitat se regenera y especialmente si se implementa un plan de eliminación o contención de gatos, los juncos que aun sobreviven tendrán mayor disponibilidad de sitios protegidos para reproducirse y anidar. En efecto, el futuro del junco de Guadalupe parece mejor que lo que estuvo durante el siglo XX, aunque todavía se encuentra en una condición precaria cercana a la extinción y podría ser eliminado por completo por un evento tal como una gran tormenta o una enfermedad introducida. Tal como se mencionó con anterioridad, en el 2008 IUCN quitó a esta especie de su Lista Roja, que solo contiene especies amenazadas. Anteriormente estuvo clasificado como una especie en peligro crítico de extinción.